# Stitches
Stitches (englisch für „Stiche“) ist ein Lied des kanadischen Popsängers und Songwriters Shawn Mendes aus dem Jahr 2015.

## Entstehung und Veröffentlichung
Das Lied ist die dritte Singleauskopplung aus dem Debütalbum Handwritten, das am 10. April 2015 erschien, während Stitches erst am 5. Mai 2015 bei Island Records veröffentlicht wurde. Teddy Geiger, Daniel Kyriakides (Daylight) und Daniel Parker schrieben und produzierten den Titel.

## Inhalt
Der Liedtext handelt von einer endenden Liebesbeziehung, so kriege das lyrische Ich keine Küsse und bräuchte zum Heilen Stiche. Zum Lied wurden zwei Musikvideos gedreht, eines unter der Regie von Jon Jon Augustavo, das andere Video von Jay Martin. Im Juni 2015 veröffentlichte Mendes den Titel auf der Videoplattform YouTube und konnte über 1,5 Milliarden Aufrufe erzielen.

## Kommerzieller Erfolg

### Chartplatzierungen
| ChartsChartplatzierungen       | Höchstplatzierung | Wochen |
| ------------------------------ | ----------------- | ------ |
| Deutschland (GfK)              | 2 (45 Wo.)        | 45     |
| Österreich (Ö3)                | 5 (35 Wo.)        | 35     |
| Schweiz (IFPI)                 | 6 (40 Wo.)        | 40     |
| Vereinigte Staaten (Billboard) | 4 (52 Wo.)        | 52     |
| Vereinigtes Königreich (OCC)   | 1 (67 Wo.)        | 67     |

| ChartsJahrescharts (2015)      | Platzierung |
| ------------------------------ | ----------- |
| Vereinigte Staaten (Billboard) | 36          |

| ChartsJahrescharts (2016)      | Platzierung |
| ------------------------------ | ----------- |
| Deutschland (GfK)              | 35          |
| Österreich (Ö3)                | 42          |
| Schweiz (IFPI)                 | 27          |
| Vereinigte Staaten (Billboard) | 23          |
| Vereinigtes Königreich (OCC)   | 11          |

| ChartsJahrescharts (2010–2019) | Platzierung |
| ------------------------------ | ----------- |
| Vereinigtes Königreich (OCC)   | 48          |

### Auszeichnungen für Musikverkäufe
| Land/Region                  | Auszeichnungen für Musikverkäufe (Land/Region, Auszeichnung, Verkäufe) | Verkäufe   |
| ---------------------------- | ---------------------------------------------------------------------- | ---------- |
| Australien (ARIA)            | 11× Platin                                                             | 770.000    |
| Belgien (BRMA)               | Platin                                                                 | 30.000     |
| Brasilien (PMB)              | 3× Diamant                                                             | 750.000    |
| Dänemark (IFPI)              | 5× Platin                                                              | 360.000    |
| Deutschland (BVMI)           | 3× Gold                                                                | 900.000    |
| Italien (FIMI)               | 5× Platin                                                              | 250.000    |
| Kanada (MC)                  | Diamant                                                                | 800.000    |
| Mexiko (AMPROFON)            | 9× Gold                                                                | 270.000    |
| Neuseeland (RMNZ)            | 5× Platin                                                              | 150.000    |
| Norwegen (IFPI)              | 4× Platin                                                              | 160.000    |
| Österreich (IFPI)            | 2× Platin                                                              | 60.000     |
| Polen (ZPAV)                 | 4× Platin                                                              | 200.000    |
| Portugal (AFP)               | 2× Platin                                                              | 20.000     |
| Schweden (IFPI)              | 10× Platin                                                             | 400.000    |
| Spanien (Promusicae)         | 3× Platin                                                              | 180.000    |
| Vereinigte Staaten (RIAA)    | 8× Platin                                                              | 8.000.000  |
| Vereinigtes Königreich (BPI) | 4× Platin                                                              | 2.400.000  |
| Insgesamt                    | 2× Gold · 69× Platin · 4× Diamant ·                                    | 15.700.000 |

Hauptartikel: Shawn Mendes/Auszeichnungen für Musikverkäufe